# Acidente Ferroviário de Abela
O Acidente Ferroviário de Abela foi um acidente ocorrido em 14 de Maio de 2003, junto à localidade de São Bartolomeu da Serra, no concelho da Santiago do Cacém, em Portugal. Dois comboios de mercadorias colidiram, provocando dois mortos e dois feridos.

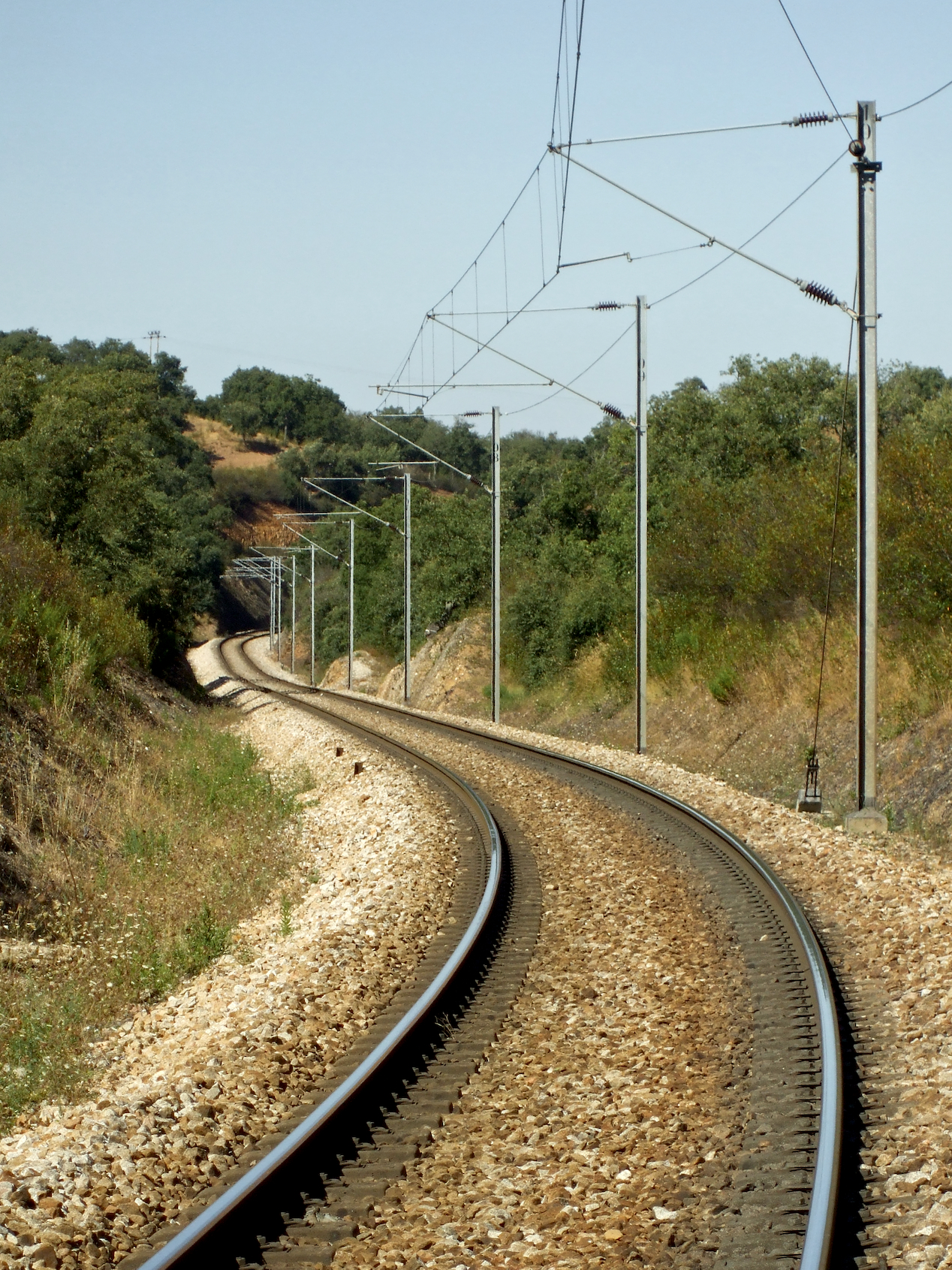
Linha de Sines.

## Antecedentes
Aquando do acidente, a Linha de Sines era considerada uma das mais seguras no país, com sistemas de sinalização entre os mais avançados na Europa, reduzido tráfego composto apenas por comboios de mercadorias, e infra-estruturas modernas de elevada qualidade. O controlo do tráfego era feito a partir de um sistema centralizado em Setúbal, onde a circulação dos comboios era monitorizada por agentes através de computadores. As locomotivas mais avançadas possuíam sistemas rádio-solo, enquanto que nas máquinas sem este equipamento o ajudante de maquinista devia ter um telemóvel.
A Linha de Sines era composta apenas por via única, com alguns troços de duas ou mais vias para servirem de desvios, onde um comboio deveria parar e esperar pelo outro antes de prosseguir para a via única, caso esta estivesse ocupada. Os sinais luminosos estavam configurados de forma a que ficassem bloqueados tanto a montante como a jusante, de forma a impedir a aproximação de outros comboios por trás ou pela frente. Em termos de equipamentos de segurança, a linha contava desde Março de 2002 com o sistema de Controlo de Velocidade, mais conhecido como Convel, que monitoriza a sinalização ao longo da via e informa o maquinista sobre que velocidades devem ser praticadas naquele troço. Se esta velocidade fosse ultrapassada ou o comboio não respeitasse um sinal vermelho, o Convel accionaria automaticamente os travões do comboio. Outro aparelho de segurança utilizado nos comboios era o homem-morto, que obrigava o maquinista a manter a mão num manípulo ou o pé num pedal, para garantir que não adormeceu ou se sentiu mal aos comandos. O sistema instalado na locomotiva eléctrica envolvida no acidente soltava um apito após cada 1300 m para avisar o maquinista que deve mover o pé ou a mão, caso contrário os travões do comboio seriam activados.
Este acidente envolveu dois comboios de mercadorias, a locomotiva elétrica 5624,[carece de fontes?] que transportava carvão de Sines para a Central do Pego, em Abrantes, enquanto que o outro, rebocado pela locomotiva a gasóleo 1561,[carece de fontes?] levava contentores vazios da cimenteira de Souselas para Sines, onde iria rebocar igualmente um comboio de carvão. O comboio de Sines para Abrantes devia ter parado na via desviada em São Bartolomeu da Serra e aguardado pela composição vinda de Souselas. No entanto, em vez disso, ignorou o sinal vermelho e continuou a sua marcha, entrando na linha principal. De acordo com as informações da Rede Ferroviária Nacional, empresa responsável pela gestão das infra-estruturas, o Centro de Controlo da Circulação de Setúbal foi alertado quando o comboio passou o sinal vermelho, tendo sido feitas várias tentativas para contactar a locomotiva via rádio-solo, sem sucesso, enquanto que a outra, vinda de Souselas, não possuía este equipamento, pelo que foi feita uma chamada para o telemóvel do ajudante do maquinista, mas já não foi a tempo. Como uma das locomotivas era eléctrica, ainda teria sido possível cortar a energia às catenárias para o fazer parar; como o outro comboio funcionava a gasóleo, o acidente seria impossível de impedir, mas seria de menor gravidade. No entanto, não houve tempo suficiente para realizar esta operação.

## Acidente
Os dois comboios colidiram às 4:50, dois minutos depois do sinal vermelho ter sido ultrapassado, num local a cerca de 3 Km da localidade de Abela. Cada composição circulava a cerca de 90 Km/h. Ambos os comboios ficaram destruídos, tendo a 5624 ficado esmagada e os seus dois ocupantes morrido, enquanto a 1561 ficou quase numa posição vertical, mas os seus dois ocupantes apenas ficaram feridos, tendo conseguido sair dos destroços pelos seus próprios meios e deslocar-se até uma passagem de nível a cerca de 600 m do local do acidente, onde foram pedir auxílio. O embate projectou vários fragmentos das duas composições, que ficaram espalhados ao longo de dezenas de metros em redor do local do acidente. A queda de uma catenária provocou um incêndio, que se espalhou pelos destroços das duas composições.

## Resposta e consequências
Para o acidente foram mobilizados 23 bombeiros e dez viaturas, das corporações de Bombeiros de Santiago do Cacém e de Santo André, e um destacamento da Guarda Nacional Republicana. No local esteve igualmente uma equipa de socorro da empresa Comboios de Portugal, no sentido de remover o material circulante e desimpedir a via férrea, e o comboio de socorro, oriundo do Barreiro.
Quando os bombeiros chegaram, ainda não puderam combater as chamas, devido a risco de choque eléctrico. Como afirmou o inspector distrital de Setúbal da Protecção Civil, Alcino Marques, resta sempre alguma tensão residual nas catenárias, na ordem dos cinco mil volts, mesmo depois de ter sido desligado o sistema eléctrico. Desta forma, não se podem usar água ou espuma para combater o incêndio, sendo nestes casos utilizado o pó químico. No entanto, a maior parte das corporações de bombeiros em Portugal apenas possuíam alguns extintores neste sistema, embora existissem alguns veículos especializados que podem transportar até 5000 kg de pó, normalmente utilizados em aeroportos ou em instalações industriais, como na Refinaria de Sines. A viatura em Sines não foi chamada porque o acidente não envolveu comboios de passageiros, estando o incêndio limitado apenas às locomotivas, e porque a sua ausência poderia levar ao encerramento temporário da refinaria. O comandante dos Bombeiros Voluntários de Santiago do Cacém, Carlos Silva, garantiu que as duas vítimas mortais não teriam falecido por causa do incêndio. Assim, tiveram de esperar que chegasse uma equipa da Rede Ferroviária Nacional do Barreiro, que instalaram ligações especiais à terra para descarregar a tensão eléctrica. Desta forma, o incêndio só começou a ser combatido cerca de duas horas depois do acidente ter ocorrido. As operações de socorro envolveram a utilização de uma grua com capacidade para 50 T, que foi usada para retirar os pedaços dos dois comboios, de forma a encontrar os restos mortais das duas vítimas. Um dos corpos foi recolhido ao início da manhã, enquanto que o outro só foi descoberto por volta das 13 horas.
Este acidente provocou dois mortos e dois feridos. O ferido mais grave foi um maquinista com 39 anos, que sofreu queimaduras de primeiro e segundo graus nas mãos e nos braços, mas que não chegou a correr perigo de vida. Foram ambos enviados para o Hospital Distrital de Setúbal. O outro ferido, um homem de 22 anos, apresentava uma fractura no molar e um traumatismo craniano, e várias contusões na face e nas mãos. As vítimas mortais foram os dois tripulantes do comboio de Sines para o Pego, o maquinista, de 53 anos, e o operador de apoio.

## Investigação
O presidente da operadora Caminhos de Ferro Portugueses, Crisóstomo Teixeira, avançou a hipótese deste acidente ter sido causado por erro humano. Declarou que era «muito pouco provável que tenha ocorrido uma falha nos aparelhos de segurança, uma vez que estes apresentavam uma alta qualidade e eram alvo de manutenção periódica, pelo que possivelmente teriam sido desligados voluntariamente, embora este acto fosse considerado uma grave violação das regras de segurança».
O presidente da Rede Ferroviária Nacional, Brancamp Sobral, afirmou que os sistemas de sinalização e controlo de tráfego da Linha de Sines estavam a funcionar, e que a via férrea estava em boas condições. Acrescentou que a Linha de Sines tinha um padrão de segurança muito elevado, e que o material circulante dispunha de vários dispositivos de segurança, como um aparelho de homem morto e um computador de Convel. No entanto, apurou-se que este sistema não estava ligado na locomotiva que causou o acidente. Caso estivesse em funcionamento, teria parado o comboio logo após ter passado o sinal vermelho. Também informou que o maquinista em causa tinha feito um exame físico no dia 14 de Abril desse ano, e um psicológico em Fevereiro, enquanto que o operador de apoio tinha feito os seus exames em 12 de Março. Garantiu que a empresa iria apoiar as famílias das vítimas mortais, através dos seus sistemas de assistência social e do seguro de trabalho.
A investigação do acidente ficou a cargo do Instituto Nacional do Transporte Rodoviário, que logo no mesmo dia formou uma comissão de inquérito. A caixa negra do comboio foi entregue para ser analisada, e o registo de marcha do comboio foi pedida à Rede Ferroviária Nacional.